# Guillermo Pedemonte
Guillermo Pedemonte (nacido y fallecido en Buenos Aires, Argentina) fue un joven actor de cine, radio, teatro y televisión argentino.

## Carrera
Guillermo Pedemonte fue un respetado actor de reparto y "parteneire" de grandes estrellas de la época dorada de la cinematografía argentina. Uno de sus papeles más recordados es la del villano de Llévame contigo en 1951 que tuvo como protagonistas a Jorge Salcedo y Aída Alberti.
Tuvo la oportunidad de actuar con artistas de la talla de Irma Córdoba, Aída Olivier, Héctor Calargno, Tita Merello, Tito Climent e Inés Edmonson.
Además tuvo la oportunidad de escribir un libro titulado El arte y la realidad teatral.

## Filmografía
- 1935: Noches de Buenos Aires
- 1943: Su hermana menor
- 1949: El hijo de la calle, junto con  Floren Delbene
- 1949: Pantalones cortos
- 1949: Con los mismos colores
- 1950: Servidumbre.
- 1951: Llévame contigo
- 1954: Crisol de hombres

## Radio
Formó parte de "La Compañía de Julia de Alba" destacándose notablemente en Radio Municipal.

## Televisión
- 1953: La espada inmaculada, de Gabriel Fagnilli Fuentes, dirigido por Luis Alberto Negro, junto a Domingo Mania y Luis Sorel.
- 1954: Mujeres inolvidables, junto a Myriam de Urquijo, Miguel Bebán e Inda Ledesma.

## Teatro
Pedemonte actuó firmemente en varios teatros porteños y en reconocidas obras como
Amalia, con Amanda Varela y Miguel Faust Rocha.
Trabajó en 1934 para "La Compañía Argentina de Grandes Espectáculos Los Cuatro Diablos" junto con Carmen Lamas, Ibis Blasco, Severo Fernández, Héctor Quintanilla, Aurora Gibellini, Eloy Álvarez, Ramón Garay, entre otros. Interpretando obras como  El callejón de la alegría, ¡Papá, cómprame un príncipe! y A Juan 1º de Ardula le han encajado la mula.
En 1938 integró la Compañía teatral que dirigió y encabezó la primera actriz Julia de Alba.
En 1944 hizo la obra Mis Amadas Hijas estrenada en el Teatro Ateneo, junto con Narciso Ibáñez Menta, Fanny Navarro, Nélida Franco, Herminia Franco, Marcial Manent, Manuel Ochoa, Arsenio Perdiguero, Pedro Bibe, Agustín Barrios, René Cossa, y César Fiaschi.
También hizo  El gorro de cascabeles con Mecha Ortiz, Benita Puértolas, Miguel Faust Rocha y Héctor Coire.
También se lució en el Teatro Liceo en una obra junto a Lydia Lamaison, Gloria Bayardo, Esther Suar, Víctor Eiras v Fernando Chicharro.